# Baru Oroba
Die Baru Oroba ist eine Rüstung aus Indonesien.

## Beschreibung
Die Baru Oroba besteht in der Regel aus Leder, Versionen aus Metall sind aber ebenfalls in Gebrauch. Die Rüstung ist ähnlich einer Weste gearbeitet. Die Schultern sind weit ausladend und an den Enden leicht nach oben umgebogen. Über den ganzen Panzer verlaufen in Längsrichtung breite Falten. Der Rückenteil ist im Wirbelsäulenbereich hervorstehend und mit gebogenen Stacheln versehen um einen besonderen Schutz in diesem Bereich zu gewähren und den Panzer auszuschmücken. Im Nackenbereich ist ein aus zwei, miteinander verbundenen Metallscheiben bestehender Vorsprung ausgearbeitet, der dazu dient den Nacken vor Schlägen zu schützen. Die Baru Oroba kann einfach oder ausgeschmückt gearbeitet sein. Die Baru Oroba wird von Ethnien auf der Nias-Insel benutzt.

## Einzelnachweise

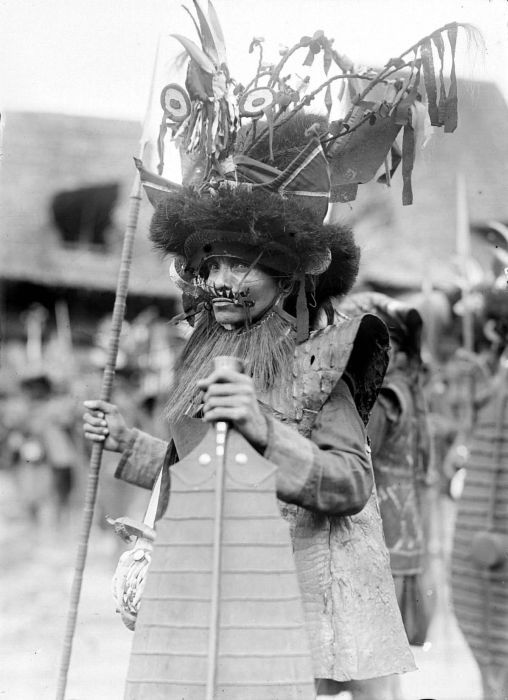
Indonesischer Krieger in Leder Baru Oroba Rüstung